# Percy Williams
Percy Alfred Williams, kanadski atlet, * 19. maj 1908, Vancouver, Britanska Kolumbija, Kanada, † 29. november 1982, Vancouver.
Williams je v svoji karieri nastopil na poletnih olimpijskih igrah v letih 1928 v Amsterdamu in 1932 v Los Angelesu. Na igrah leta 1928 je osvojil naslova olimpijskega prvaka v teku na 100 m in 200 m, leta 1932 pa je bil četrti v štafeti 4x100 m. Zmagal je tudi na igrah Britanskega imperija leta 1930 v teku na 100 jardov. 9. avgusta 1930 je s časom 10,3 s postavil nov svetovni rekord v teku na 100 m, ki ga je izenačilo več atletov, izboljšal pa ga je Jesse Owens leta 1936.
Leta 1955 je bil sprejet v Kanadski športni hram slavnih, leta 1980 pa je bil odlikovan z redom Kanade.